# Saint-Aubin-de-Crétot
 Saint-Aubin-de-Crétot  es una población y comuna francesa, en la región de Alta Normandía, departamento de Sena Marítimo, en el distrito de Rouen y cantón de Caudebec-en-Caux.

## Demografía
| 229 | 209 | 211 | 374 | 465 | 474 |
| Para los censos de 1962 a 1999 la población legal corresponde a la población sin duplicidades (Fuente: INSEE [Consultar]) |     |     |     |     |     |